# José Pinto Paiva
José Pinto Paiva (Salvador, 16 de julho de 1938 – Salvador, 2 de dezembro de 2024) foi um advogado brasileiro, duas vezes vencedor do Campeonato Brasileiro de Xadrez (1966, 1971).

## Biografia
De meados da década de 1960 a meados da década de 1970, José Pinto Paiva foi um dos maiores enxadristas do Brasil. Ganhou duas medalhas de ouro (1966,1971), duas de prata (1967,1969) e duas de bronze (1965) no Campeonato Brasileiro de Xadrez. Em 1972, José Pinto Paiva participou no torneio Zonal Sul-americano do Campeonato Mundial de Xadrez. Foi um dos fundadores da FBX - Academia Bahiana de Xadrez em 1960 .
José Pinto Paiva jogou pelo Brasil nas Olimpíadas de Xadrez:
- Em 1968, no segundo tabuleiro de reserva na 18ª Olimpíada de Xadrez em Lugano (+1, =0, -4),
- Em 1970, no segundo tabuleiro de reserva na 19ª Olimpíada de Xadrez em Siegen (+3, =3, -2).

## Morte
Pinto Paiva morreu no dia 2 de dezembro de 2024 aos 86 anos, vítima de uma infecção pulmonar.